# Bernardino Corio

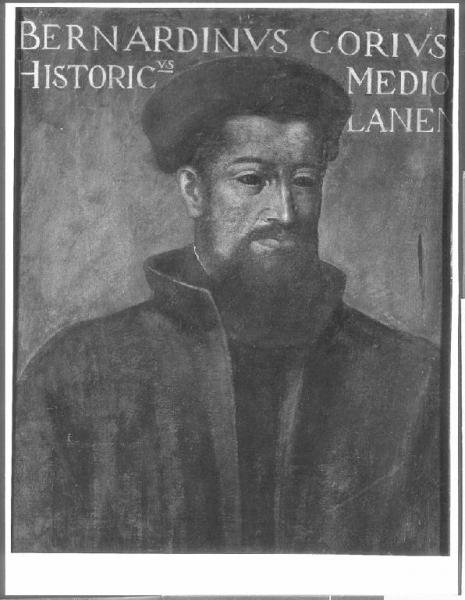
Bernardino Corio

Bernardino Corio (* 8. März 1459 in Mailand; † zwischen November 1504 und April 1505) war ein italienischer Historiker und Humanist am Hofe der Sforza.

## Biographie
Er entstammte einer adeligen Familie und widmete sich philologischen Studien. 1474 trat er in die Dienste des Herzogs Galeazzo Maria Sforza von Mailand ein und diente nach dessen Tod (1476) seinem Sohn Gian Galeazzo Sforza. Bis zur Regierungszeit von Ludovico il Moro hatte er verschiedene politische Ämter inne. Nach dessen Sturz (1499) verließ Corio Mailand.
Über sein weiteres Schicksal oder Todesdatum war lange Zeit nichts bekannt. Angenommen wurde, dass er vor einem Alter von sechzig Jahren und zur Zeit einer der Besetzungen Mailands durch die Franzosen starb. Neuere Forschungen haben ergeben, dass er zwischen November 1504 und April 1505 gestorben sein muss.
Zuvor hatte er 1503 bei Alessandro Minuziano sein Geschichtswerk Patria historia sowie die Arbeit Vitae Caesarum veröffentlicht.  Das ab 1485 verfasste Werk ist in sieben Abschnitten unterteilt und erzählt analytisch die Geschichte Mailands von den Ursprüngen an. Bei der Abfassung zog Corio frühere Arbeiten zu Rate, so beruht der Abschnitt über Francesco I. Sforza auf dem Werk von Giovanni Simonetta, während er über die Zeit von Galeazzo Maria Sforza auf der Basis von eigenen Nachforschungen und Erfahrungen berichtete. Ludovico il Moro stand der Arbeit positiv gegenüber, so dass Corio auf die herzoglichen Archive zugreifen konnte.
Sein Geschichtswerk blieb einerseits als stilistisch minderwertig, andererseits als inhaltsstark in nächster zeitgenössischer Erinnerung.

## Werkausgabe
- Storia di Milano. (= Classici della storiografia. Sezione medievale). 2 Bände. A cura di Anna Morisi Guerra. Unione Tipografico-Editrice Torinese, Turin 1978.